# Памятник Гастелло (Уфа)
Памятник Николаю Францевичу Гастелло установлен в Уфе в одноимённом сквере на Сельской Богородской улице в Калининском районе города.

## История
Советский военный лётчик Николай Гастелло 26 июня 1941 г. совершил подвиг, направив свой подбитый и горящий бомбардировщик на механизированную колонну врага. За это 26 июля 1941 г. он был посмертно удостоен звания «Герой Советского Союза» с вручением медали «Золотая звезда» и ордена Ленина.
8 мая 1985 г. в канун 40-летия Победы в Великой Отечественной войне в Уфе был торжественно установлен памятник герою. Автором памятника выступил Александр Иванович Панов. Рабочая модель памятника была принята художественным советом Башкирского республиканского отделения Художественного фонда годом ранее.
Николай Гастелло изображён в полный рост в лётной форме и шлемофоне. В руках он держит карабины парашюта и готов к выполнению боевого задания. Фигура лётчика выполнена из чёрного гранита, её высота составляет 3,3 м. Памятник установлен на постаменте высотой 2 м из гранитных плит. На постаменте металлическими буквами выложена надпись «Николай Гастелло», а выше них — изображение Золотой Звезды из металла. Площадка вокруг памятника выложена серыми гранитными плитами.
Помощь в создании памятника скульптору оказал лётчик, дважды Герой Советского Союза Муса Гареев, который для достоверности создаваемого образа лётчика предоставил автору памятника свои военный лётный комбинезон, шлем и кобуру с наганом.